# Interaction magnétique dipôle-dipôle
L’interaction magnétique dipôle-dipôle, aussi appelée couplage dipolaire, fait référence à l'interaction directe entre deux dipôles magnétiques. L'énergie de cette interaction s'exprime de la manière suivante :
{\displaystyle \mathbf {H} =-{\frac {\mu _{0}\hbar ^{2}}{4\pi r_{jk}^{3}}}\left(3(\mathbf {m} _{j}\cdot \mathbf {e} _{jk})(\mathbf {m} _{k}\cdot \mathbf {e} _{jk})-\mathbf {m} _{j}\cdot \mathbf {m} _{k}\right)}
où μ0 est la constante magnétique, ejk est un vecteur unité parallèle à la droite joignant les centres des deux dipôles, rjk est la distance entre ces deux dipôles mk et mj.
Pour deux spins nucléaires en interaction :
{\displaystyle \mathbf {H} =-{\frac {\mu _{0}\hbar ^{2}}{4\pi }}{\frac {\gamma _{j}\gamma _{k}}{r_{jk}^{3}}}\left(3(\mathbf {I} _{j}\cdot \mathbf {e} _{jk})(\mathbf {I} _{k}\cdot \mathbf {e} _{jk})-\mathbf {I} _{j}\cdot \mathbf {I} _{k}\right)}
{\displaystyle \gamma _{j}}, {\displaystyle \gamma _{k}} et rjk sont les rapports gyromagnétiques de deux spins et la distance spin-spin respectivement.

## Couplage dipolaire et spectroscopie RMN
Le couplage dipôle-dipôle est très utile pour les études structurales moléculaires, puisqu'il dépend seulement de constantes physiques connues et de l'inverse de la distance internucléaire au cube. L'estimation de ce couplage procure un moyen spectroscopique direct à la distance entre noyaux et donc à la forme géométrique de la molécule. Bien que les couplages dipolaires magnétiques internucléaires contiennent beaucoup d'information structurale, dans une solution isotrope, ils sont moyennés à zéro en raison de la diffusion rotationnelle. Cependant, leur effet sur la relaxation nucléaire de spin donne des effets Overhauser nucléaires.
Le couplage dipolaire résiduel (CDR) se produit si les molécules en solution montrent un alignement partiel conduisant à une moyenne effectuée de manière incomplète des interactions magnétiques spatiales anisotropes, c'est-à-dire des couplages dipolaires. Les mesures de CDR donnent des informations sur le repliement global des protéines, c'est-à-dire une information structurale à longue portée. Elles donnent aussi des informations sur la dynamique « lente » dans les molécules.